# بطليموس الثاني عشر
بطليموس الثاني عشر (باليونانية العامية المختلطة: Πτοлεμαῖος Νέος Διόνυσος، ولد عام 117 وتوفي عام 51 قبل الميلاد)، كان ملكًا للمملكة البطلمية في مصر. حكم من عام 80 إلى 58 قبل الميلاد ومرة أخرى من عام 55 حتى وفاته عام 51 قبل الميلاد. اشتهر بلقب Auletes (Αὐлητής، وتعني عازف الفلوت)، في إشارة إلى حبه للعزف على الفلوت في المهرجانات الديونيسينية. وهو أحد أفراد الأسرة البطلمية ومن نسل مؤسسها بطليموس الأول الجنرال اليوناني المقدوني ورفيق للإسكندر الأكبر.
كان بطليموس الثاني عشر إبنًا غير شرعي لبطليموس التاسع من أم غير مؤكدة. في عام 116 قبل الميلاد، أصبح بطليموس التاسع وصيًا مشاركًا مع والدته كليوباترا الثالثة. ومع ذلك، فقد اضطر إلى خوض حرب أهلية ضد والدته وأخيه بطليموس العاشر، مما أدى إلى نفيه عام 107 قبل الميلاد. أرسلت كليوباترا الثالثة أحفادها إلى كوس عام 103 قبل الميلاد، حيث قبض عليهم لاحقا من قبل ميثريداتس السادس ملك مملكة البنطس على الأرجح في عام 88 قبل الميلاد بالتزامن مع عودة بطليموس التاسع إلى العرش المصري.
بعد وفاة والدهم عام 81 قبل الميلاد، تولت برنيكي الثالثة (الأخت غير الشقيقة لبطليموس الثاني عشر) العرش. وسرعان ما قُتلت على يد زوجها والوصي المشارك بطليموس الحادي عشر الذي قُتل بعد ذلك. في هذه المرحلة، تم استدعاء بطليموس الثاني عشر من مملكة البنطس وأعلن فرعونًا، بينما تم تنصيب شقيقه المسمى أيضًا بطليموس ملكًا لقبرص باسم (بطليموس القبرصي).
تزوج بطليموس الثاني عشر من قريبته كليوباترا الخامسة، والتي كانت على الأرجح إحدى أخواته أو أبناء عمومته؛ كان لديهما طفل واحد على الأقل وهي برينيكي الرابعة، ومن المحتمل أن تكون كليوباترا الخامسة أيضًا هي والدة ابنته الثانية كليوباترا السابعة. أما أصغر أبناء بطليموس الثاني عشر الثلاثة - أرسينوي الرابعة، وبطليموس الثالث عشر، وبطليموس الرابع عشر - فوُلدوا لأم مجهولة. غادر بطليموس العاشر (عم بطليموس الثاني عشر) مصر إلى روما بسبب عدم وجود ورثة على قيد الحياة، مما جعل ضم الرومان لمصر أمرًا ممكنًا. وفي محاولة لمنع ذلك، أنشأ بطليموس الثاني عشر تحالفًا مع روما في أواخر عهده الأول. أدى ضم قبرص إلى روما عام 58 قبل الميلاد إلى انتحار بطليموس ملك قبرص.

بعد ذلك بوقت قصير، خلع الشعب المصري بطليموس الثاني عشر فهرب إلى روما، وتولت العرش ابنته الكبرى برينيكي الرابعة. وبتمويل روماني ومساعدة عسكرية، استعاد بطليموس الثاني عشر عرش مصر وقتل برينيكي الرابعة عام 55 قبل الميلاد. قام بطليموس الثاني عشر بتسمية ابنته كليوباترا السابعة لتكون الوصي المشارك له في عام 52 قبل الميلاد. توفي في العام التالي وخلفته كليوباترا السابعة وشقيقها بطليموس الثالث عشر كحكام مشتركين.

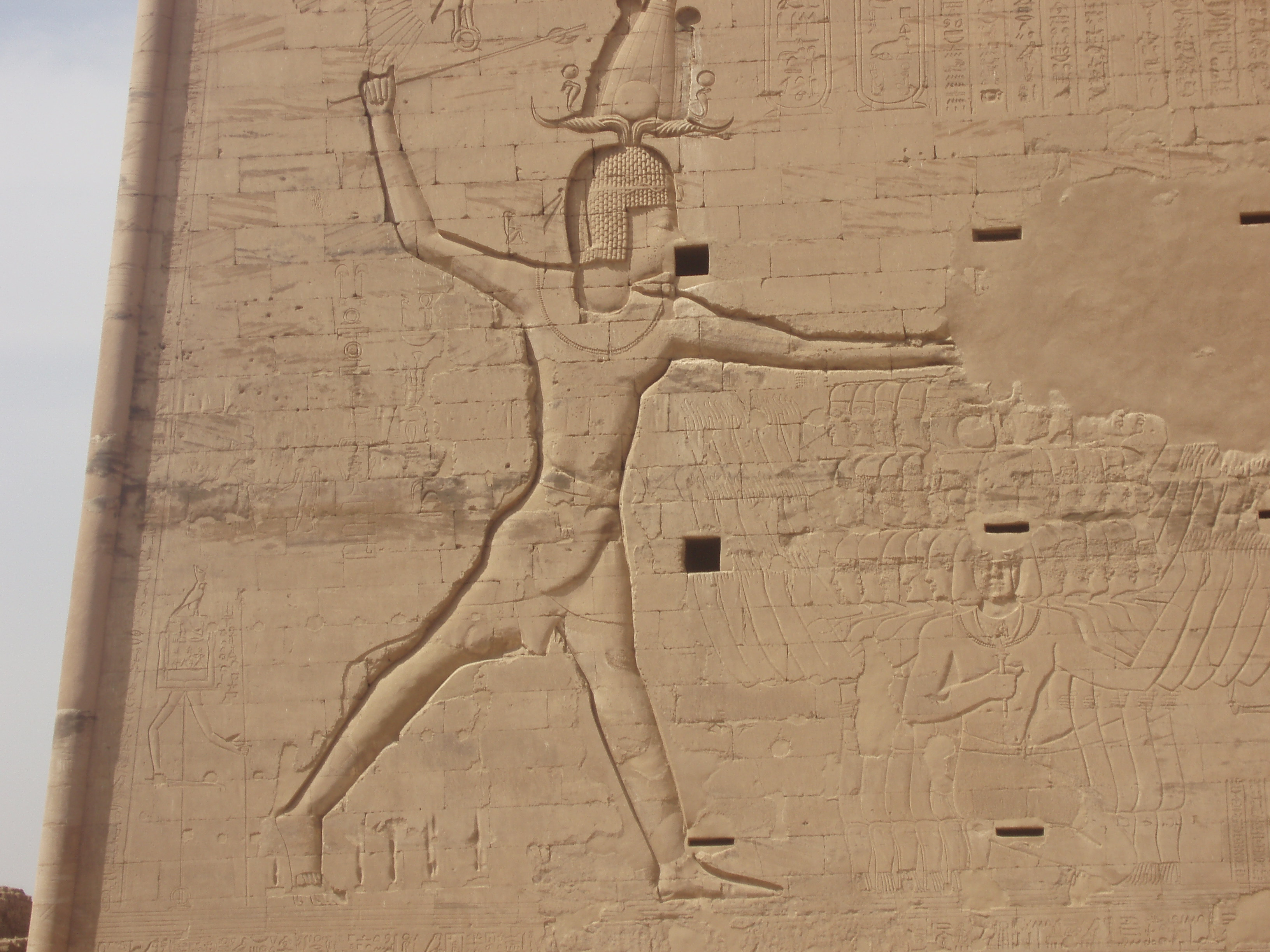
من معبد أدفو نحت بارز بظهر الملك بطليموس الثاني
عشر وهو يبطش بأعدائه